# Hans Günther Mattern
Hans Günther Mattern (* 28. März 1958 in Bonn) ist ein deutscher Diplomat. Seit September 2019 ist er deutscher Generalkonsul in der russischen Stadt Kaliningrad, dem früheren Königsberg.

## Leben
Nach seinem im Jahr 1976 in Bonn abgelegten Abitur und dem Grundwehrdienst erfolgte ein Studium der Rechtswissenschaften in Bonn, Genf und Freiburg im Breisgau. 1986 legte er in Stuttgart das zweite juristische Staatsexamen ab. In den Jahren 1987 und 1988 war er freier Mitarbeiter einer Rechtsanwaltskanzlei in Mexiko-Stadt. 
Im Jahr 1989 trat er in den auswärtigen Dienst ein. Nach dem Vorbereitungsdienst beim Auswärtigen Amt wurde er 1990 dort Referent für internationale Personalpolitik. Von 1991 bis 1993 war er an der Botschaft Bogotá Referent für wirtschaftliche Zusammenarbeit. Von 1993 bis 1997 arbeitete er wiederum beim Auswärtigen Amt als Personalreferent. Von 1997 bis 2000 war er an der Botschaft Mexiko-Stadt Referent für Presse und Politik.
Von 2000 bis 2003 war er Botschafter in Turkmenistan. Von 2003 bis 2005 beriet er den Bundesinnenminister Otto Schily. Von 2006 bis 2007 leitete er die Außenstelle der Botschaft in Afghanistan in Faizabad und auch den zivilen Teil des dortigen Provincial Reconstruction Teams. Von 2007 bis 2010 war er Ständiger Vertreter an der Botschaft Mexiko-Stadt. Von 2010 bis 2013 leitete er das Referat für Visumrecht und -politik im Auswärtigen Amt. Von 2013 bis 2016 war er Ständiger Vertreter an der Botschaft Bern. Von 2016 bis 2018 war er Botschafter in Montenegro.
Nach dem Besuch eines russischen Sprachkurses im Auswärtigen Amt wurde er 2019 Generalkonsul in Kaliningrad.